# Frontera entre Kiribati i les Illes Marshall
La frontera entre Kiribati i les Illes Marshall es completament marítima i es troba a l'oceà Pacífic. Delimita la zona econòmica exclusiva entre els dos països entre les illes Gilbert (arxipèlag pertanyent a les Kiribati) i les illes Marshall (illes Ebon, Jaluit, Milli i Knox). Actualment no ha estat sotmesa a cap tractat bilateral entre ambdós estats, tot i que les illes Marshall reclamen 200 milles nàutiques sobre les properes illes.